# Solenopsis pythia
Solenopsis pythia é uma espécie de formiga do gênero Solenopsis, pertencente à subfamília Myrmicinae.